# تپه دره بسر
تپه دره بسر مربوط به عصر آهن - دوره اشکانیان است و در شهرستان خرم‌آباد، بخش چغلوندی، دهستان بیرانوند جنوبی، روستای دره بسر واقع شده و این اثر در تاریخ ۲۸ اسفند ۱۳۸۵ با شمارهٔ ثبت ۱۸۵۵۴ به‌عنوان یکی از آثار ملی ایران به ثبت رسیده است.